# Moda Center
Moda Center (tidigare namn: Rose Garden eller Rose Garden Arena) är en inomhusarena för sport i Portland i Oregon i USA, som byggdes åren 1993-1995. Arenan är hemmalag för basketklubben Portland Trail Blazers i National Basketball Association (NBA).
Arenan är en multiarena som främst används för inomhussport, som basket, ishockey, arena football och lacrosse, samt evenemang som konserter, möten och cirkus. Arenan ligger i ett sport- och underhållningsdistrikt som kallas  Rose Quarter, ett stycke land i de inre delarna av nordöstra Portland som också består av Memorial Coliseum samt parkeringsanläggningar och restauranger.